# Arnoud van der Biesen
Arnoud Eugène van der Biesen (Semarang (Nederlands-Indië), 28 december 1899 - Den Haag, 17 februari 1968) was een Nederlands zeiler. Hij nam eenmaal deel aan de Olympische Spelen en won bij die gelegenheid één medaille.
Samen met Petrus Beukers won van der Biesen op de Olympische Zomerspelen in 1920 een zilveren medaille in de 12 voets jol.